# Sklop kuća Vuletić u Dobranjama
Sklop kuća Vuletić u selu Dobranjama, općina Cista Provo, predstavlja zaštićeno kulturno dobro.

## Opis dobra
Sklop Vuletić nalazi se u selu Dobranje na zapadu Imotske krajine. Sklop je organiziran oko unutarnjeg dvorišta, na sjevernoj strani su prizemnice koje su služile kao kužine, a na južnoj stambene katnice s vratima u prizemlju i puškarnicama na pročelju. Unutar sklopa nalazi se kapelica svetog Ivana Nepomuka. Građen je tijekom 18. stoljeća s izrazitim obrambenim karakteristikama.

## Zaštita
Pod oznakom Z-3850 zaveden je kao nepokretno kulturno dobro - pojedinačna, pravna statusa zaštićena kulturnog dobra, klasificirano kao "sakralne građevine".